# North Salt Lake
North Salt Lake – miasto w Stanach Zjednoczonych, w stanie Utah, w hrabstwie Davis.